# ミシェル・ディミトリー・カルヴォコレッシ

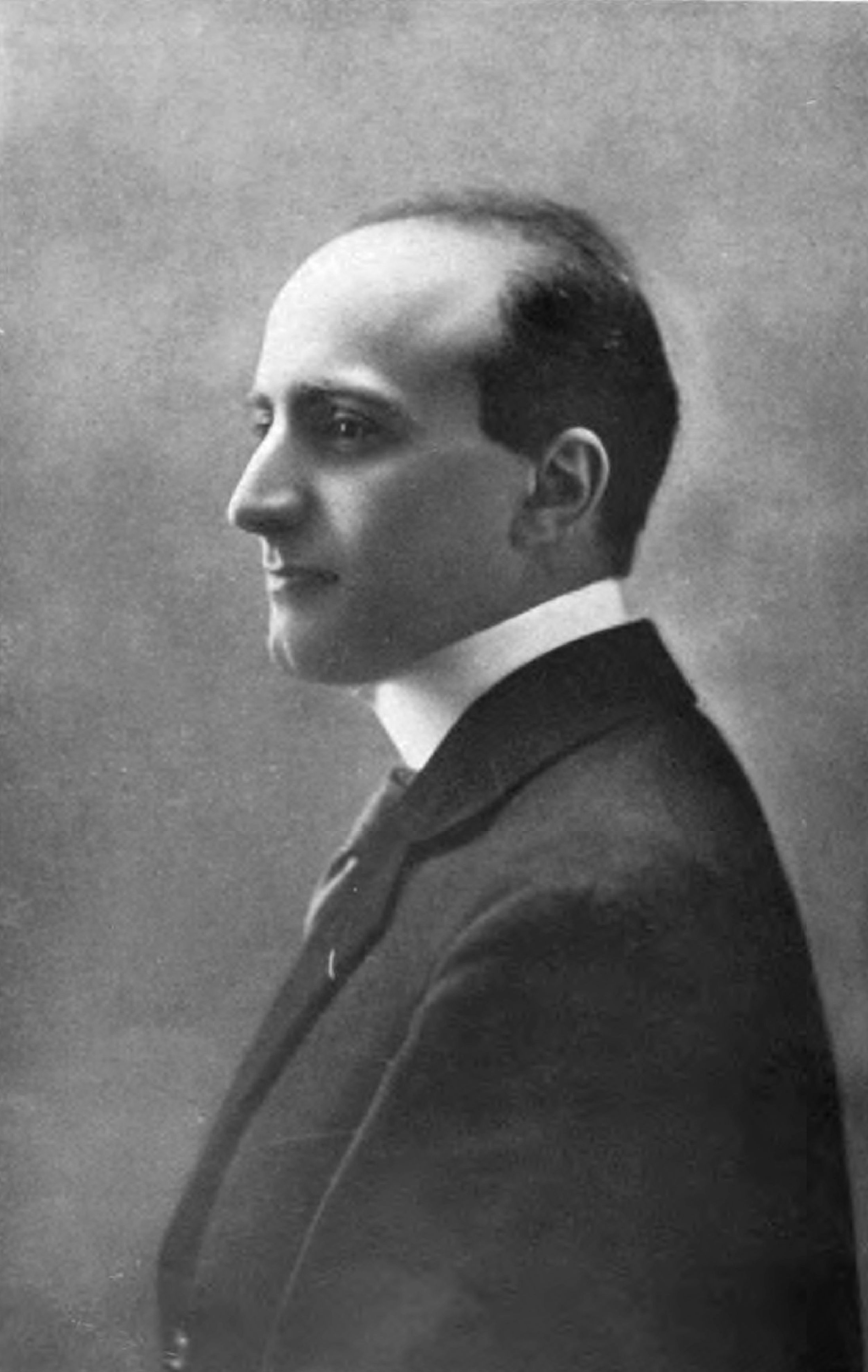
ミシェル・ディミトリー・カルヴォコレッシ

ミシェル・ディミトリー・カルヴォコレッシ（Michel Dimitri Calvocoressi, 1877年10月2日 マルセイユ – 1944年2月1日 ロンドン）は、ギリシャ系フランス人の音楽評論家・詩人・翻訳家。
パリで音楽を学ぶが、ほとんど独学であった。その間、社会科学も修めた。
ロシアの興行家セルゲイ・ディアギレフの助手として、1907年にパリで行われた、シャリアピン、リムスキー＝コルサコフ、ラフマニノフ、スクリャービン、ニキシュらを招いてのロシア音楽コンサートに関わった。1909年にディアギレフが結成したバレエ・リュス（ロシア・バレエ団）にも協力したが、1910年の公演（ストラヴィンスキーの『火の鳥』が初演された）、ディアギレフとの不和が原因で助手を辞任した。。
1914年にロンドンに移り、フランス語雑誌に音楽評論を寄稿。ロシア語に通暁しており、ロシア音楽の熱烈な擁護者であった。ロシア語の歌曲やドイツ・リート、ギリシャ民謡を英語やフランス語に翻訳するのに、語学力を発揮した。音楽サークル「アパッシュ」の一員として、ラヴェルやフローラン・シュミット、ファリャに影響力があり、また、1907年冬には作曲とオーケストレーションの指導を求めていたヴォーン・ウィリアムズにラヴェルを紹介した。
日本でも著作の翻訳が刊行されている。
- 『近代音楽回想録』大田黒元雄訳 第一書房 1938
- 『音楽教養論』柿沼太郎訳 古賀書店 1942
- 『音樂の正しい味はひ方』柿沼太郎訳 新興音樂出版社 1946

## 著作集
- La Musique russe （パリ 1907年）
- The Principles and Methods of Musical Criticism （ロンドン 1923年 改訂版1933年）
- Musical Taste and How to Form It （ロンドン 1925年）
- Musicians' Gallery: Music and Ballet in Paris and London （ロンドン 1933年）
- ロシア音楽の巨匠たち Masters of Russian Music （ロンドン 1936年、ジェラルド・エイブラハムとの共著）

- フランツ・リスト （パリ 1906年）
- ムソルグスキー （パリ 1908年）フランス語版
- グリンカ （パリ 1911年）
- ロベルト・シューマン （パリ 1912年）
- ドビュッシー （ロンドン 1941年）
- ムソルグスキー （ロンドン 1946年）死後出版された新装改訂版・英語版